# نور-آپاران
نور-آپاران  یک روستا در ارمنستان است که در ایروان واقع شده‌است.